# Hyundai Electric Global Modular

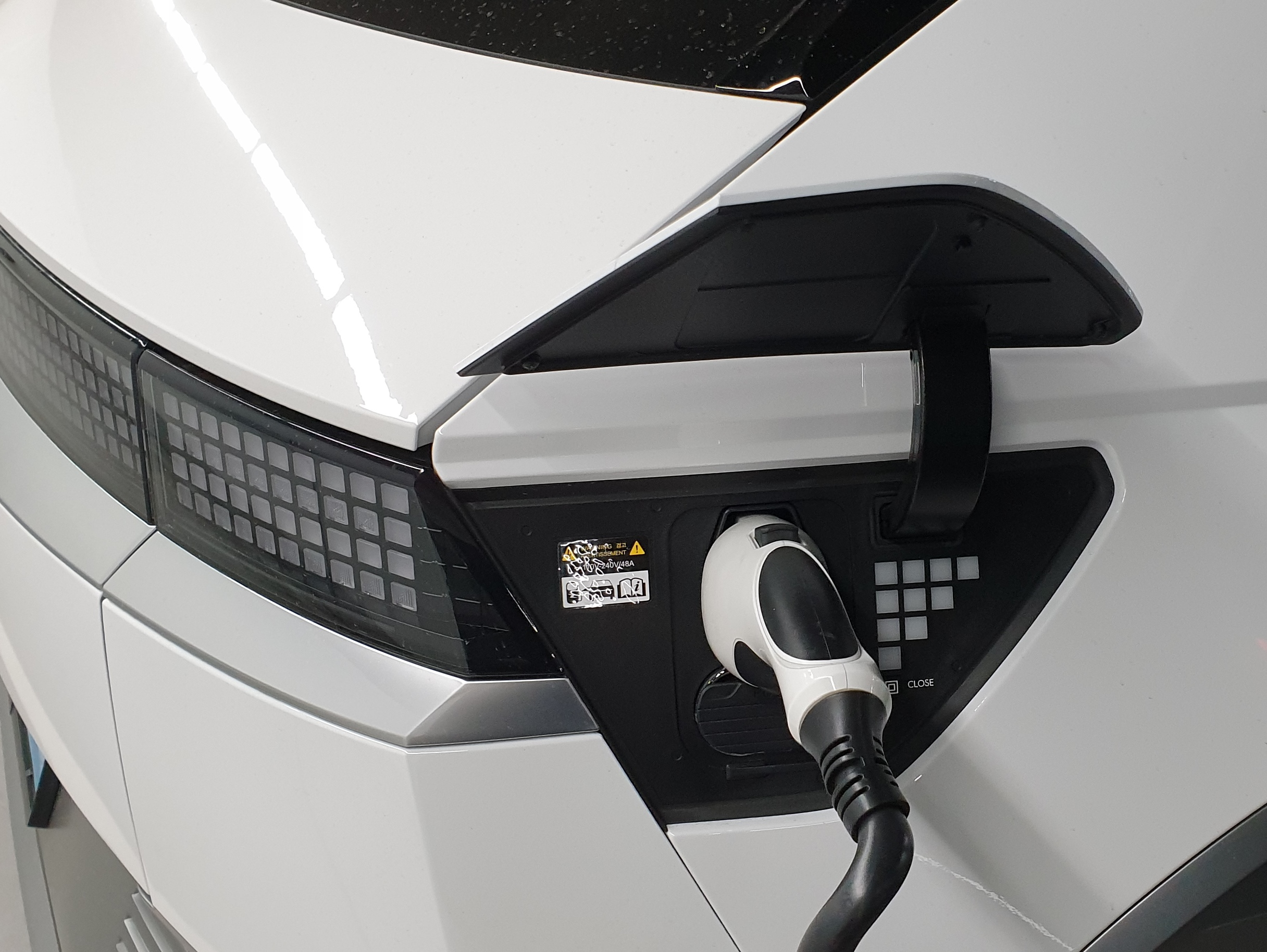
Hyundai Ioniq 5 на зарядке

Hyundai Electric Global Modular — платформа для электромобилей Hyundai и Kia, действующая с 2021 года. Устанавливается на автомобили Hyundai, Kia и Genesis.
Система Power Electric выполняет ту же функцию, что и технические характеристики автомобилей с ДВС. Напряжение бортовой сети составляет 800 вольт.
По состоянию на 2023 год на платформе Hyundai E-GMP планируется выпустить 23 электромобиля. В настоящее время на платформе Hyundai E-GMP выпускаются следующие электромобили:
- Genesis GV60 (JW) (2021 — настоящее время)
- Hyundai Ioniq 5 (NE) (2021 — настоящее время)[9]
- Hyundai Ioniq 6 (CE) (2022 — настоящее время)[10]
- Kia EV6 (CV) (2021 — настоящее время)[11][12]
- Kia EV9 (MV) (2023 — настоящее время)
- Kia EV5 (OV) (2023 — настоящее время)
- Kia EV3 (2024 — настоящее время)
- Kia EV4 (2025 — настоящее время)
- Hyundai Elexio (2025 — настоящее время)

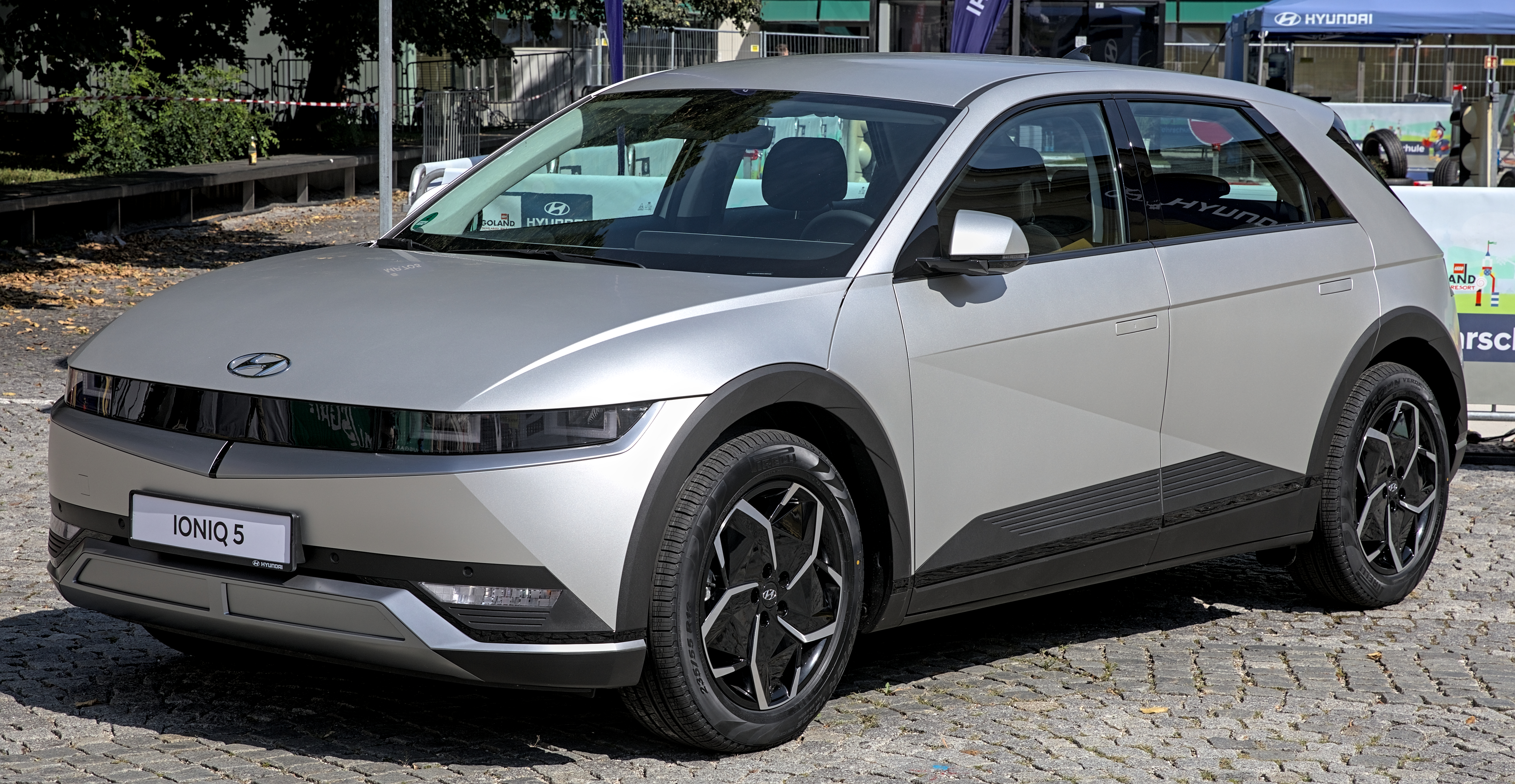
Hyundai Ioniq 5
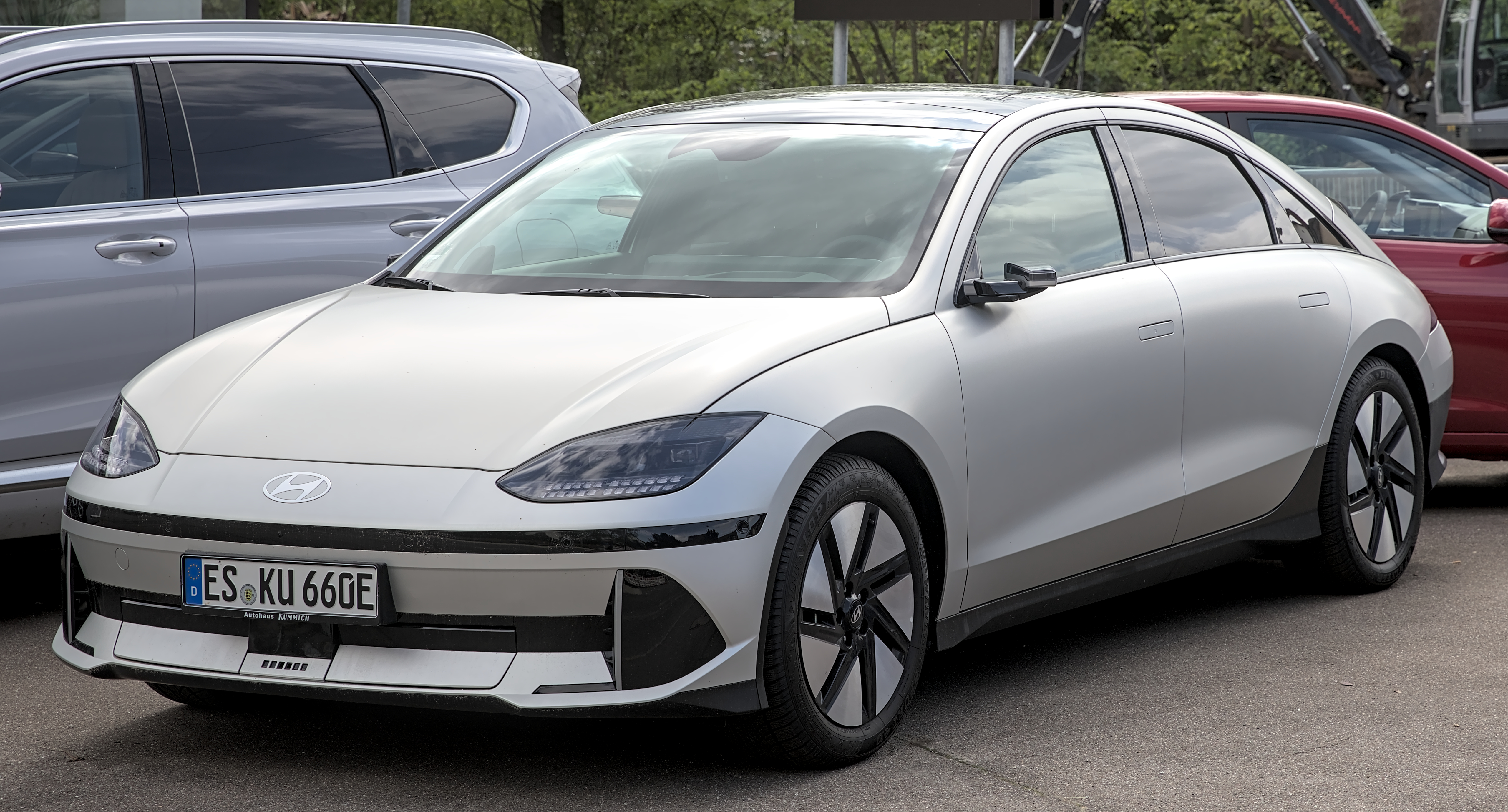
Hyundai Ioniq 6
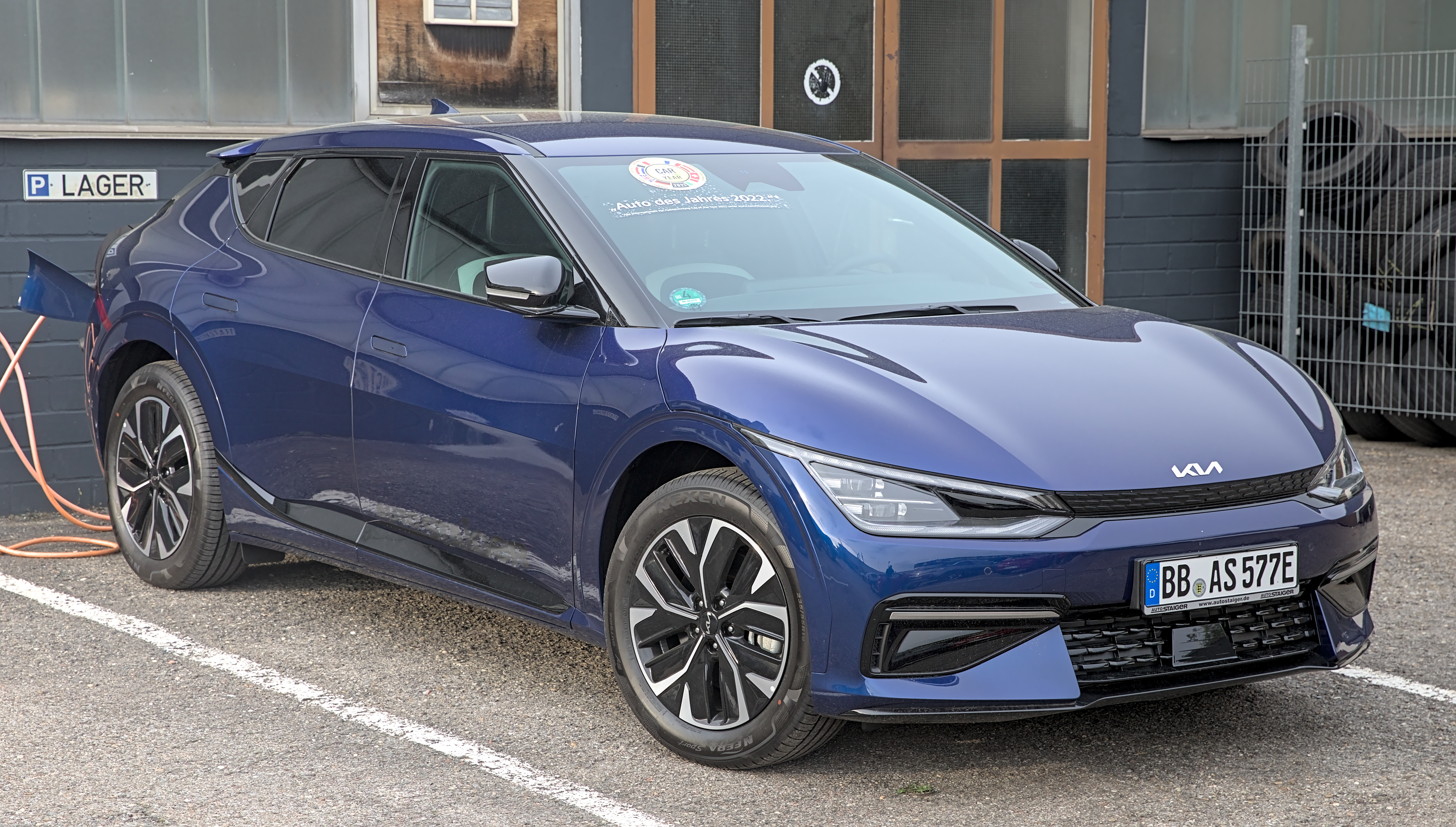
Kia EV6
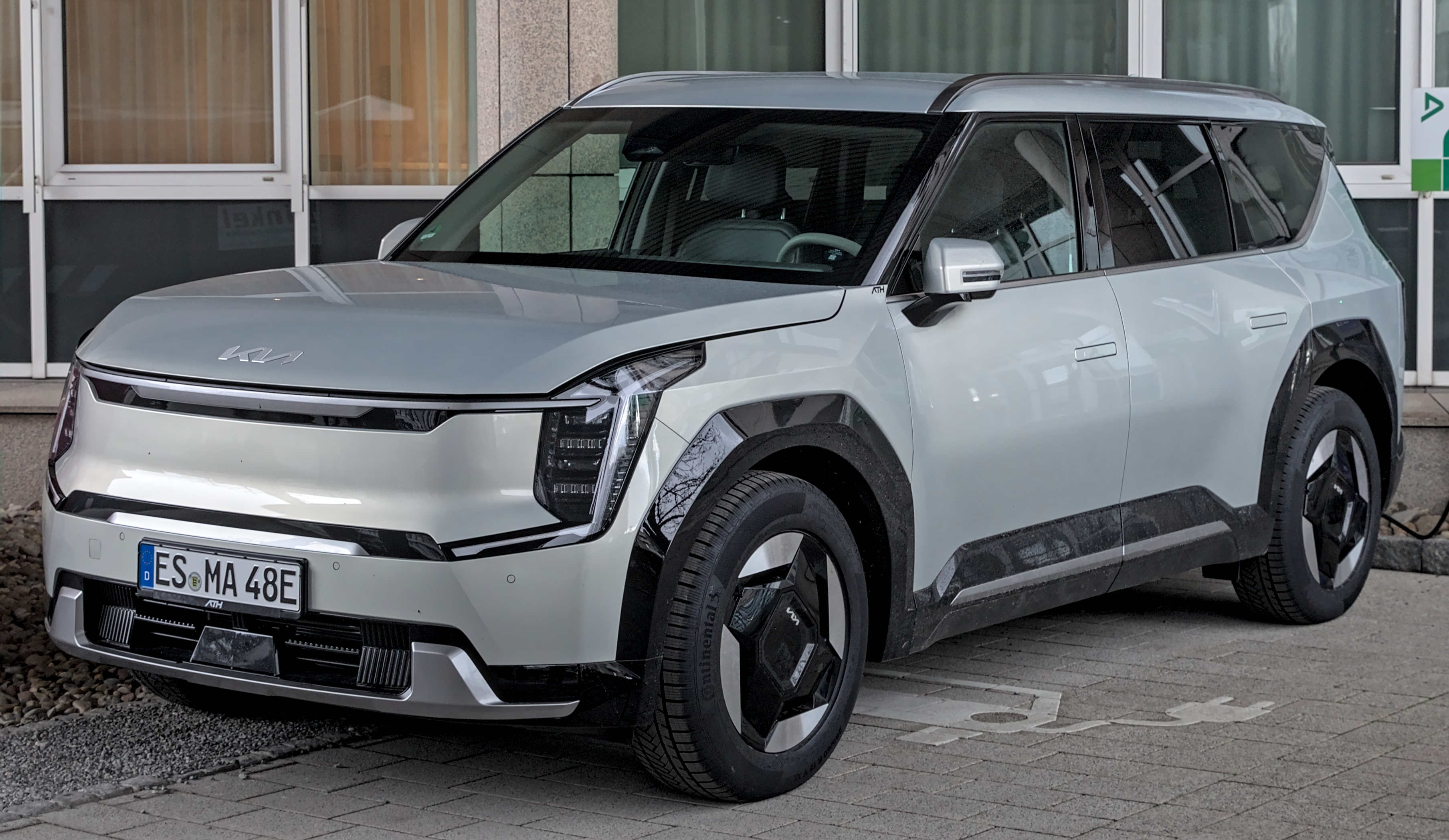
Kia EV9
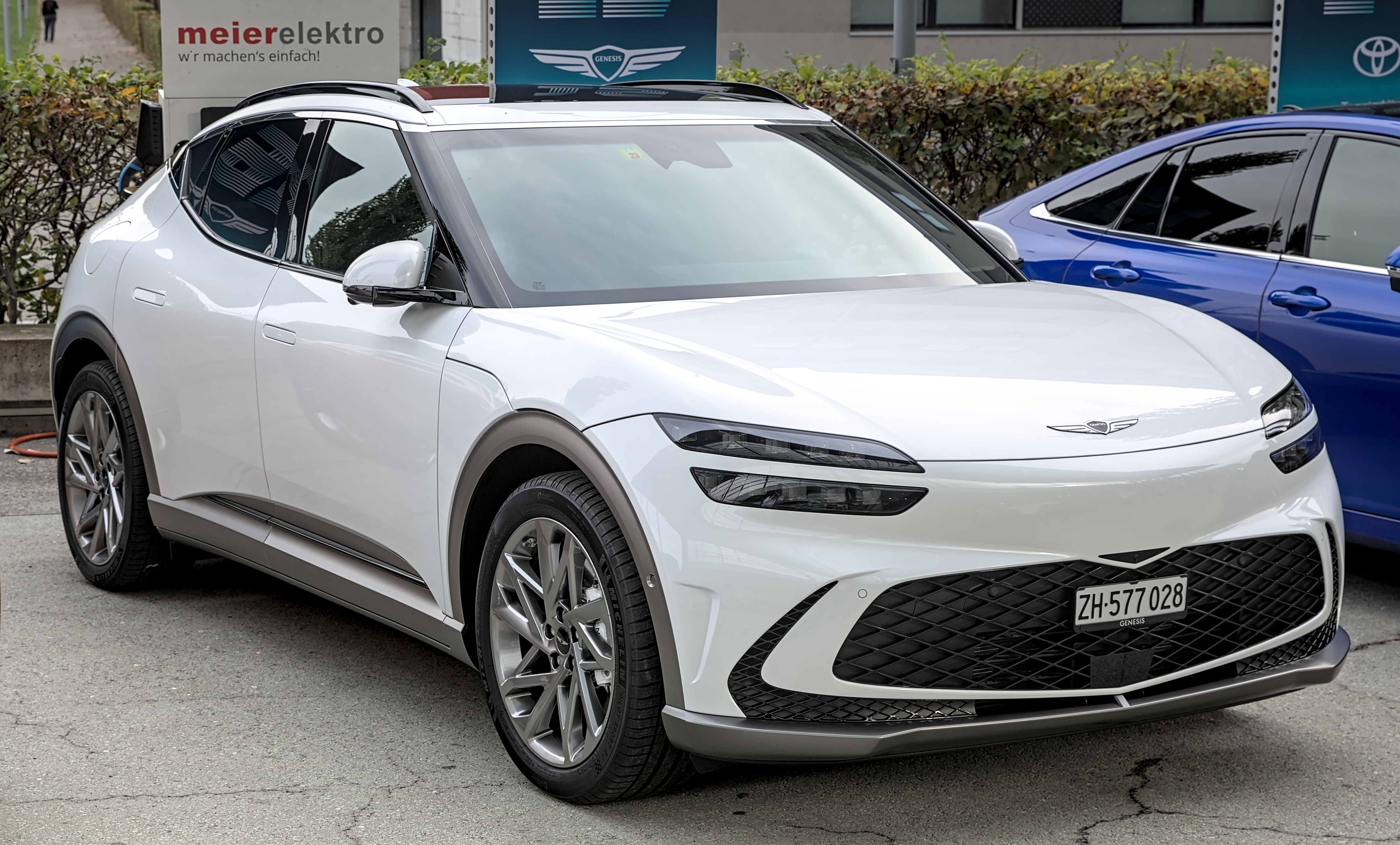
Genesis GV60
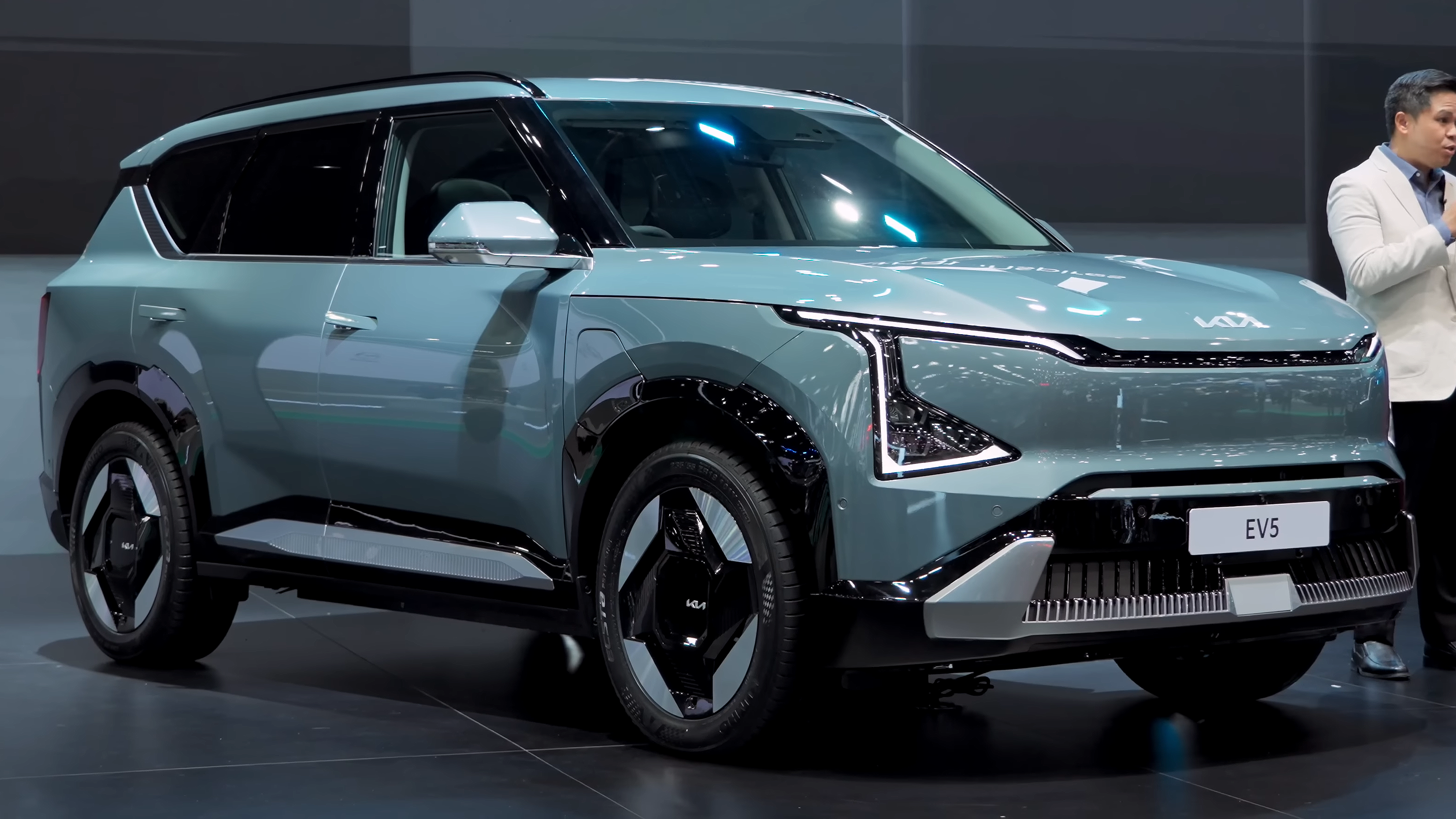
Kia EV5
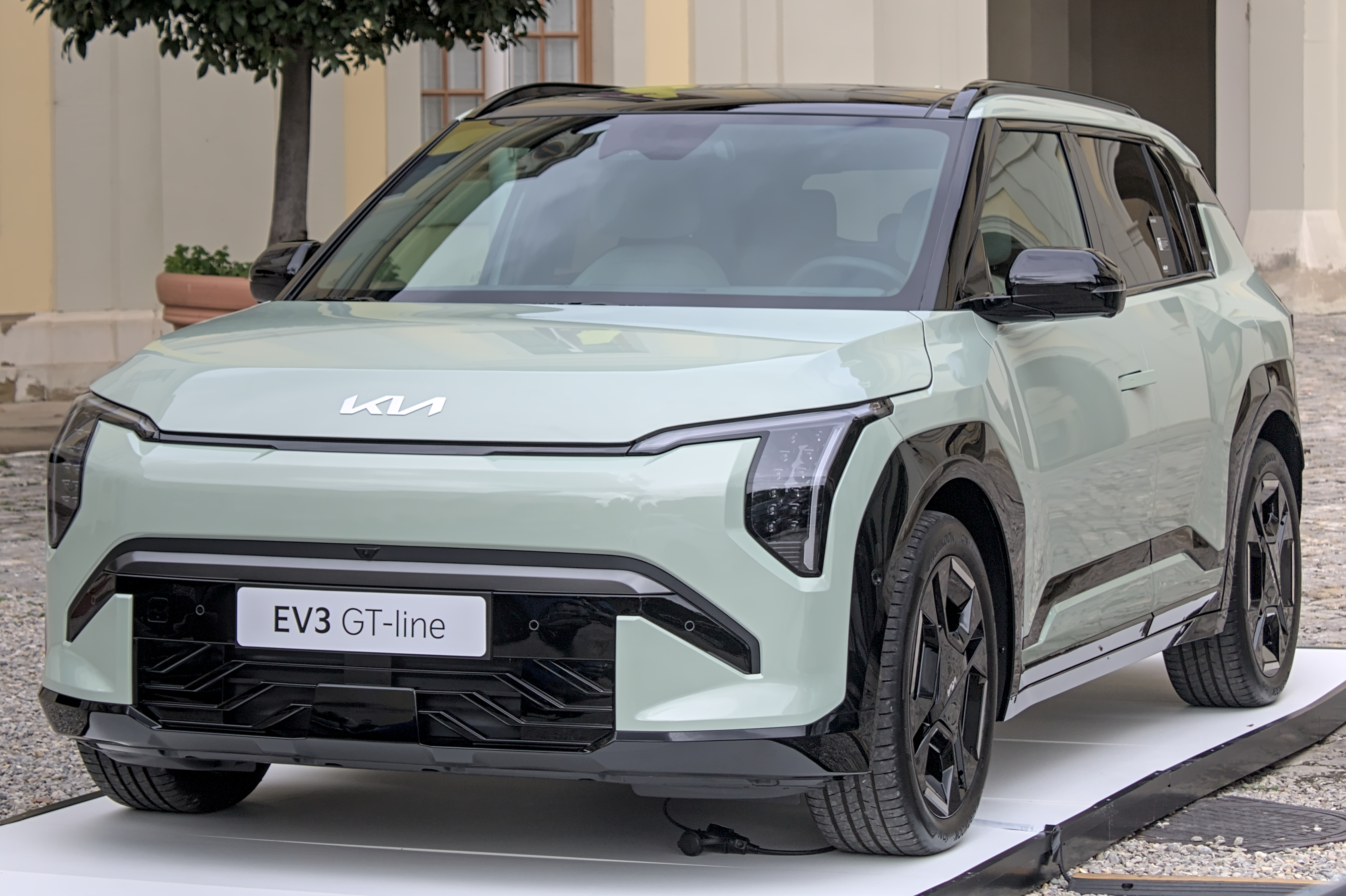
Kia EV3